# Gigtaberget
Gigtaberget är ett naturreservat i Åsele kommun i Västerbottens län.
Området är naturskyddat sedan 2008 och är 52 hektar stort. Reservatet omfattar toppen av Gigtaberget och sluttningar norr ut och åt sydväst ner mot Lill-Rötjärnen. Reservatet består av urskogsartad tallskog.